# John Abramovic
John M. Abramovic jr. (Etna, 9 febbraio 1919 – Ormond Beach, 9 giugno 2000) è stato un cestista statunitense, professionista nella BAA e nella NBL.